# Грэйвс, Эрнест
Эрнест Грейвс (5 мая 1919 — 1 июня 1983) — американский актёр.
Родившийся в Чикаго , Грейвс регулярно снимался в драме NBC « Сегодня наш» (1958). Он также был показан в нескольких дневных мыльных операх, включая «Путеводный свет» , "Грань ночи ", "Как вращается мир " и «Другой мир» . Он снялся в роли Зевса в культовом фильме «Геркулес в Нью-Йорке» в 1970 году и в телеадаптации « Церемония невиновности» . Грейвса больше всего помнят за его роль оригинального Виктора Лорда в дневной драме ABC «Одна жизнь, чтобы жить».с 1968 по 1974 год. Он снялся в бродвейской пьесе 1976 года « Бедный убийца» .
1 июня 1983 года Грейвс умер от рака в возрасте 64 лет в Мемориальном онкологическом центре Слоана-Кеттеринга в Нью-Йорке.